# Herbert Rasch
Herbert Rasch (* 8. Januar 1915 in Allenstein; † 9. Juni 1940 in Amblimont) war ein deutscher Fußballspieler.

## Fußballspieler und Soldat
Rasch begann in der Fußballabteilung des SV 1910 Allenstein, im gleichnamigen Ort, dem heutigen Olsztyn in der polnischen Woiwodschaft Ermland-Masuren, mit dem Fußballspielen. Von seinen sieben Geschwistern spielten alle vier Brüder ebenfalls Fußball. Helmut, der Jüngste, spielte später wie er beim 1. FC Kaiserslautern. Im Verlauf seiner Fußballkarriere wurde er Repräsentativspieler der Stadtmannschaft und gehörte der Gauauswahl Ostpreußens an.
Beruflich gehörte er zunächst der SA an und wurde anschließend Berufssoldat. 1936 wurde er zur 36. Infanterie-Division nach Kaiserslautern versetzt und schloss sich im selben Jahr dem 1. FC Kaiserslautern an. Er begann zunächst in der Reservemannschaft und rückte dann in die erste Mannschaft auf. Nachdem er mit ihr zunächst in der Bezirksklasse aktiv gewesen war, gelang zur Saison 1937/38 der Aufstieg in die Bereichsklasse Südwest, eine der 16 höchsten deutschen Spielklassen. Nach nur einjähriger Zugehörigkeit stieg er mit der Mannschaft in die Bezirksklasse ab und zur Saison 1939/40 wieder in die Bereichsklasse auf.
Seine Tätigkeit als Fußballer in Kaiserslautern musste er mit Beginn des Zweiten Weltkriegs beenden, da er als Soldat (Feldwebel / Kapitulant) der 13. Kompanie des Infanterie-Regiments 118, der 36. Infanterie-Division unterstellt, am Westfeldzug teilnahm. Am 9. Juni 1940 wurde er vor der Höhe „Toter Mann“ vor Verdun so schwer verwundet, dass er in der folgenden Nacht auf dem Hauptverbandsplatz Amblimont, südöstlich von Sedan, seinen Verletzungen erlegen war. Rasch erhielt ein „Heldengrab“ auf dem Ehrenfriedhof in Amblimont. Seitens des 1. FC Kaiserslautern wurde er als einer der „besten aktiven Spieler, der an den sportlichen Erfolgen und dem glanzvollen Aufstieg hervorragenden Anteil hat“ gewürdigt.